# El Calabacito
El Calabacito es un corregimiento del distrito de Los Pozos en la provincia de Herrera, República de Panamá. La población tiene 617 habitantes (2010).